# کجارو
کجارو یک روستا در ایران است که در شهرستان نهبندان واقع شده‌است. کجارو ۱۶ نفر جمعیت دارد.

## جمعیت
این روستا در دهستان نه قرار دارد و براساس سرشماری مرکز آمار ایران در سال ۱۳۸۵، جمعیت آن ۱۶ نفر (۵ خانوار) بوده‌است.